# Nokia 6100
Il Nokia 6100 è un telefono cellulare prodotto dall'azienda finlandese Nokia e messo in commercio nel 2002.

## Caratteristiche
- Dimensioni: 102 x 44 x 13,5 mm
- Massa: 76 g
- Risoluzione display: 128 x 128 pixel a 4 096 colori
- Durata batteria in conversazione: 5 ore
- Durata batteria in standby: 320 ore (13 giorni)
- Infrarossi

## Riutilizzo del dispositivo
Molti hobbisti amano recuperare i display LCD dei cellulari.
La famiglia del 6100 comprendente i 6220, 6610, 7250 ed il 7210 monta un modulo LCD di due tipi ed i loro controllori possono essere il PCF8833 della Philips se il circuito stampato flessibile è verde oppure un S1D15G10 della Epson col Flexy color arancione/ambra Nokia couleurs.html